# Abraxas stictotaenia
Abraxas stictotaenia là một loài bướm đêm trong họ Geometridae.